# Liste der Biografien/Riq
Liste der Biografien |
Portal Biografien |
Personensuche
# |
A |
B |
C |
D |
E |
F |
G |
H |
I |
J |
K |
L |
M |
N |
O |
P |
Q |
R |
S |
T |
U |
V |
W |
X |
Y |
Z |
?
 
Ra |
Rb |
Rd |
Re |
Rh |
Ri |
Rj |
Rk |
Rl |
Rm |
Rn |
Ro |
Rr |
Rs |
Rt |
Ru |
Rv |
Rw |
Rx |
Ry |
Rz
 
Ria |
Rib |
Ric |
Rid |
Rie |
Rif |
Rig |
Rih |
Rii |
Rij |
Rik |
Ril |
Rim |
Rin |
Rio |
Rip |
Riq |
Rir |
Ris |
Rit |
Riu |
Riv |
Riw |
Rix |
Riy |
Riz
Die Liste der Biografien führt alle Personen auf, die in der deutschsprachigen Wikipedia einen Artikel haben. Dieses ist eine Teilliste mit 20 Einträgen von Personen, deren Namen mit den Buchstaben „Riq“ beginnt.

## Riq

### Riqu
- Riquelme, Blas (1929–2012), paraguayischer Latifundist
- Riquelme, Carlos (1914–1990), mexikanischer Schauspieler
- Riquelme, Cristian (* 2003), chilenischer Fußballspieler
- Riquelme, Juan Román (* 1978), argentinischer FußballspielerJuan Román Riquelme (* 1978)

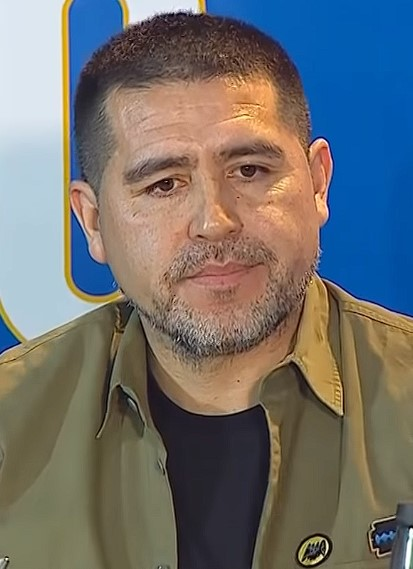
Juan Román Riquelme (* 1978)

- Riquelme, Larissa (* 1985), paraguayisches Model und Theaterschauspielerin
- Riquelme, Manuel (* 1912), chilenischer Radrennfahrer
- Riquelme, Marcos (* 1988), argentinischer Fußballspieler
- Riquelme, Reinaldo (1934–2019), chilenischer Fußballspieler
- Riquelme, Rodrigo (* 2000), spanischer Fußballspieler
- Riquer, Alexandre de (1856–1920), katalanischer Künstler und Schriftsteller
- Riquer, Martí de (1914–2013), spanischer Romanist, Hochschullehrer
- Riquero, Mathías (* 1982), uruguayischer Fußballspieler
- Riquet de Caraman, Élisabeth de (1860–1952), Pariser Dame der Gesellschaft
- Riquet, Dominique (* 1946), französischer Politiker (Parti radical valoisien), MdEP
- Riquet, Michel (1898–1993), französischer römisch-katholischer Geistlicher, Theologe, Jesuit und Autor
- Riquet, Pierre-Paul (1609–1680), französischer Ingenieur
- Riquetti, Victor (1715–1789), französischer Volkswirt und Schriftsteller
- Riquier, Charles (1853–1929), französischer Mathematiker
- Riquier, Georges (1918–1998), französischer Schauspieler
- Riquin von Kerssenbrock († 1498), Domherr in Münster und Paderborn